# 建築物管理
建築物管理（けんちくぶつかんり）とは、建築物を使用し、維持・管理するために、清掃・点検・修繕などの各種業務を行うこと、またはそれを請け負う事業のこと。 ビルメンテナンス（Building Maintenance）、ビル管理とも。略称はビルメン。
日本では第二次世界大戦後に登場した比較的新しい業態。

## 概要

### 業界の特徴
建築物の所有者（ビルオーナー）が直接雇用する場合は少なく、専門事業者に請け負わせることが多い。
市場の約3割を官公庁物件が占めるため、官公庁の発注の形態や仕様などが業界に与える影響が大きい。
売上高の約半分が東京に集中する都市型産業である。
初期投資が軽微ですむアウトソーシング業務であり新規参入がしやすく、事業者の大半は中小企業である。
原価構成のうち約7割が人件費となる労働集約型である。したがって、受注価格の変動が労働条件や雇用に直接的な影響を及ぼす。
市場規模とは裏腹に、労働者にとって魅力的なイメージに乏しく、ブルーカラーの3Kイメージを払拭できず、常に人材不足である。
近年ではロボットによる作業代替や作業の簡素化による無人化により、雇用が奪われている面が窺える。

### 各業務の概要
これらの業務を請け負うには、ビルクリーニング技能士・清掃作業監督者・病院清掃受託責任者・建築物環境衛生管理技術者（通称：ビル管理士）・統括管理者・電気主任技術者などの資格が必要である。
特に、電気工事士・ボイラー技士・危険物取扱者をビルメン資格3点、冷凍機械責任者を追加したのをビルメン資格4点セット、消防設備士を追加したのをビルメン資格5点セット、上位資格の電気主任技術者・エネルギー管理士・建築物環境衛生管理技術者をビルメン3種の神器、ビルメン資格5点セット＋ビルメン3種の神器を
全て揃えてビルメン資格8点セットという。
日常における電気やガス、水道等の使用量の管理や設備故障時の見解・報告書を作成するに当たり、パソコンの利用が欠かせない。求人欄に最低限のパソコン操作が出来る事の記載が無くても、日商PC検定(旧ワープロ検定)やITパスポート試験の様な情報処理関連の試験合格は上述のビルメン資格同様の価値がある。

業務に直接関係しなくても、オーナーからの人的信用を得る為に、宅地建物取引士や管理業務主任者、マンション管理士等の法務・不動産管理系の有資格者や福祉住環境コーディネーター検定やホームヘルパー等の福祉用具の取扱い・管理に精通した有資格者、また、建築士、施工管理技士や建設業経理士等の有資格者を自社ホームページに掲載しているビルマネジメント事業者も少なくない。
設備や清掃や警備等を問わず、オーナーや依頼主へ毎日提出する作業日報、報告・引継ぎ事項、備え付けの台帳の類に一般に手書きで作成・記入する為、漢字を正しく読み書き出来る事が求められ、漢字検定の合格者が評価される場合もある。

#### 清掃・衛生管理
建築物の内部やその周辺を清潔に保つとともに、廃棄物を分別回収する。詳しくはビルクリーニングを参照。
また、衛生害虫害獣の侵入を防ぎ、利用者の健康を守る。（ゴキブリ・ハエ・ネズミ等の駆除など）

#### 設備管理
電気設備・空気調和設備・給排水・衛生設備・防災防犯設備・搬送設備・通信情報設備などの総合管理、運転監視、定期点検を行い、異常の早期発見・緊急対応を行う。また、故障箇所の補修を行う。

#### 常駐警備・防災
事件や事故・火災などの災害を未然に防ぐために監視・巡回をする。
また、鍵やセキュリティーカード、駐車場の管理業務を行う。
さらに、万一、事件や事故、災害が発生した場合は、利用者の避難誘導・負傷者の救護・警察機関や消防機関等への通報・初期消火などを行う。
警備員検定や警備員指導教育責任者の有資格者や柔道や空手、剣道等の武術の有段者は厚遇される。防火管理者や自衛消防業務など講習の取得も勧められやすい。
近年は外国人への対応の為、英語検定やTOEICをはじめ、外国語に関する資格・検定保持者による常駐警備(交通・イベント警備でも同様)の需要も増えている。
学童や幼児等、青少年への保安・監督が求められる現場では、地域の学校や保護者らとの連携も視野に入れ、稀に教員免許または保育士の有資格者が厚遇される事がある。また、性質上、救急法救急員講習修了や防災士の取得を目指すべきとされている。

#### 管理サービス
- 入口での受付・電話応対
- エレベーター管理
- 郵便物管理
- 食堂運営
- 駐車場管理
- 冬期の除排雪、雪下ろし
- 自販機・給湯器の管理
- 屋内・屋外・屋上の植物の管理
- ホテルや病院のベッドメーキング
- 改修・改造：法規などの社会情勢・用途の変更などに対応するための工事を行う。
- 不動産契約管理・料金回収:不動産賃貸などの契約管理、料金回収を行う。

## 日本での沿革
戦前までは、大規模な建築物はほとんど無く、そういった建築物もビルオーナーが管理要員を直接雇用していた。
戦後の1940年代後半に、GHQが丸の内地区の建築物を数多く接収し、その清掃を日本人に組織的に行わせたのが始まりといわれる。
1950年代も、サンフランシスコ講和条約締結後にアメリカ合衆国大使館の清掃を外部委託したことから、徐々に日本の官公庁や一般建築物も、清掃を外部委託し始めた。
1960年代においては、高度経済成長に伴う建築物の増加により大きく成長し、清掃のみならず、常駐警備・防災、設備管理、業務サービスなど総合的に行う事業者が現れた。
その後、1965年起工、1968年にオープンした霞が関ビルを皮切りに、大都市（特に東京）を中心に日本は高層ビル建築ラッシュを迎えた。
1970年代に入り、新宿新都心の開発が始まり京王プラザホテル、新宿住友ビルの竣工、また池袋にはサンシャイン60が建設されるなど、ますます高層ビル建築が進んだ。
1980年代に入ると一旦円高不況で景気が低迷するも、バブル景気に突入し、土地神話による大都市の再開発プロジェクトなども進んだ。そのような中で、建築物管理業はさらに多様化して発展し、事業者数・売上高ともに拡大していった。
しかし、バブル崩壊により、1990年代以降はさまざまな問題を抱え、2010年現在においても、業界全体の低迷が見られる。

## 日本の業界の課題
- 管理費の低下 - 長期不況下で賃料収入が低迷し、請負原資となる管理費が低下
- ビルマネジメント事業者の登場 - 不動産証券化などにより、個別建築物ごとの金融・会計・営業・労務・監査などの収益・資産管理業務を専門的にビルオーナーから請け負い、ビルメンテナンスはその下位に位置づけられるようになった。
- 労働条件の悪化 - 事業者の乱立により品質を無視した値下げ合戦が後を絶たず、非正規雇用も増大している。交通費の支給を抑える為、ビルマネジメント業者の事務所付近の居住者より労働先(契約先)付近の居住者の採用を優先する傾向がある。また、オーナーとの契約を履行するために人員数確保の必要がある場合、現場で急な退職者や長期病休者が現れた際の人員補充において、既に務めている労働者より高賃金で募集が行われ、先輩・上司(現場責任者・教育係、ベテランや有資格者)より後輩・部下(見習い・新入社員、実質的な未経験者や無資格者)の方が高給取りになるケースがある。この背景に、人件費の大半を請負料金で捻出する為、勤続年数を重ねても定期昇給が難しい業界体質が挙げられ、求人広告を見て知った労働者が自分の給料と比較して後輩格の給料が高いと判明した場合でも、事業者が後輩格の給料と同格・上位へ扱う事を認めず、労働意欲の低下や労働トラブルに繋がる事が珍しくない。
- 雇用のミスマッチ - 定期昇給が難しく非正規雇用者の割合が多い業界体質の為、 現場サイドの作業員の募集に当たり、公的年金を満額受給している様な高齢者が比較的集まりやすい。高齢による視力や聴力、瞬発力や歩行能力といった体力の衰えから、勤務中や通退勤時、労災負傷に遭遇しやすい点が否めない。オーナー不在時におけるオーナーに対する第三者からのクレーム対応等が求められる場合があり、電話対応や文書作成といった事務処理能力も求められる。とくに公的年金受給前の年齢層を採用する際、上述のビルメン資格の取得状況以外に、簡易的なオーナー代行業務を遂行できる基礎学力または学歴の有無、営業・接客能力等も審査されるべきである。[独自研究?]
- 品質管理の不備 - 事業者が乱立し、事業者によって品質がまちまちであるため、業界全体が外部より信頼を失っている。
- 付帯業務 - ビルオーナー側より本来の建築物管理業務(契約)とかけ離れた仕事に迫られる場合がある。また、設備管理や清掃、警備を同じビルマネジメント業者で一括して請け負っている場合、例えばトイレの掃除を清掃員では無く警備員が行うとか冬期の除雪や屋上や屋根の雪下ろしを清掃員が手伝うなど、業務の垣根を超える事がある。[独自研究?]
- 物価高と最低賃金の上昇 - 契約料金(受注価格)が長期間据え置かれているのに対し、昨今の物価の急騰や最低賃金の上昇といった社会的要因に反して契約料金の値上げに応じないビルオーナーに対して、やむを得ず、作業員の人員数や実働日数・時間の短縮、業務内容の簡素化・無人化を突きつける事も起こり得る。これにより、労働日数や労働時間が削られて実質的な収入が減る作業員も現れ、他方、実質的な収入が減らない作業員は人員が削られた影響で自身への業務の負担が増えてしまい、いずれにせよ現場の作業員の労働意欲やビルマネジメント会社ないしビルオーナーへの忠誠心低下を招き、また、ビルマネジメント事業所の利益が減る為、作業に必要な用具や制服、消耗品の支給が消極的または遅延傾向になる等から、結果として料金の見直しに応じないオーナー側へ提供するサービス内容の質の低下の要因に繋がる恐れがある。[独自研究?]

## 事業者の種類
日本における主な建築物管理業者は、大きく分けて親会社のグループに属する系列会社とグループに属さない独立系とに分類出来る。系列会社は主に、不動産系、ゼネコン系、メーカー系、金融系、商業系、鉄道系などがあり、中には学校法人や福祉法人等の団体が関与している管理会社もある。
具体的な事業者については、Category:建築物管理業を参照。
- 不動産系 - 親会社である不動産会社が所有・運営している建築物を主な顧客とし、親会社と連携し、営業・経理・事務・対外交渉・収益確保などのビルマネジメント事業を主とした会社と、その子会社（孫会社）として清掃、警備、設備管理等の現業部門の会社を有している場合が多い。都市部の超高層建築物などはこの系列の管理も多い。
- ゼネコン系 - 親会社であるゼネコンが施工した建築物を主な顧客とする。一般的な建築物管理業務のみならず、親会社と連携して改修・改造工事も行っている。
- メーカー系 - 電機メーカー、計装メーカー等の系列で、一般的な建築物管理業務のみならず、親会社の製品（エレベーター、エスカレーター、電力機器、空調機器、計装設備等）を熟知し、整備・修理などができることを強みにしている。
- 金融系 - 保険会社、銀行等の金融機関の系列で、金融機関の保有する本・支店・コールセンター等の建物、データセンター、出資している建物・施設、系列企業の大口顧客（取引先）等を主な顧客としている。業法による規制の名残りで、社名に親会社名を冠しない会社が多いのも特徴である。
- 商業系 - 親会社が保有・運営する大手チェーンストアの店舗、ショッピングモール、娯楽施設等を顧客としている。イベントの支援等も行う。
- 鉄道系 - 親会社が保有する鉄道施設・駅ビル。また、系列企業が保有する百貨店、ホテルなどを主な顧客としている。さらに、親会社が関与する沿線の再開発物件なども受注している。

大企業の子会社である事業者については、親会社が持つ信頼性・ブランドを活かしたり、スケールメリットを発揮し、品質面や技術面の得意分野を強みにして差別化している。また、グループ会社などの固定客を持ち、請負価格も安定していることから、賃金を除く労働条件や待遇（休日や福利厚生等）についても親会社に準じるなど、経営・雇用が比較的安定している。
独立系事業者については、品質面や技術面は千差万別で差が激しく特定の顧客を持たないことが多い。そのため、価格競争の影響を受けやすく経営状況も千差万別で、労働条件の悪化を招きやすいとされる。ただし、これについては、系列の会社でもグループ外の受注を進めているところでは、独立系と同様に競争に晒されるため、実際の勤務等の条件は契約物件に左右されやすいのが実情である。

## 海外での教育
このような学位の教育期間は通常、工学士（BEng）または理学士（BSc）で3〜4年、工学修士（MEng）で5〜6年。
以下のリストには認定教育プログラムが含まれている。英国では、建築サービスエンジニア協会（ CIBSE ）が建築サービス工学の大学の学位を取得している。  米国では、 ABETが学位を認定しています。 

### 学士号

#### 北米
- コンコルディア大学建築工学科（カナダ）
- BEng Building Systems Engineering、Conestoga Polytechnic（カナダ）
- BSc Architectural Engineering（ARE）、カンザス州立大学（マンハッタン、カンザス州、米国）。 ABET 1936-61および1980、AEIの認定
- カンザス大学理工学士（米国カンザス州ローレンス）; ABET 1936、AEIの認定
- ノースカロライナA&T州立大学（米国ノースカロライナ州グリーンズボロ）で理学士号取得ABET 1969、AEIの認定
- テネシー州立大学理学士号（米国テネシー州ナッシュビル）; ABET 1977、AEIの認定
- カリフォルニア工科大学（米国カリフォルニア州サンルイスオビスポ）; ABET 1975、AEIの認定
- ドレクセル大学（フィラデルフィア、ペンシルベニア、米国）; ABET 1991、AEIの認定
- イリノイ工科大学（米国イリノイ州シカゴ）; ABET 2003、AEIによる認定
- ミルウォーキー大学工学部（ミルウォーキー、ウィスコンシン、米国）; ABET 1988、AEIの認定
- ミズーリ科学技術大学（米国ミズーリ州ロラ）; ABET 2006、AEIによる認定
- オクラホマ州立大学（米国オクラホマ州スティルウォーター）; ABET 1986、AEIの認定
- ペンシルベニア州立大学（米国ペンシルベニア州立大学）; ABET 1936、AEIの認定
- テキサスA＆M大学-キングスビル（米国テキサス州キングスビル）; ABET 2009による認定
- アラバマ大学（米国アラバマ州タスカルーサ）
- シンシナティ大学（米国オハイオ州シンシナティ）
- コロラド大学ボルダー校（Boulder、Colorado、US）。 ABET 1936、AEIの認定
- デトロイトマーシー大学（米国ミシガン州デトロイト）
- マイアミ大学（フロリダ州マイアミ） ABI 1962、AEIによる認定
- ネブラスカ大学オマハ校（オマハ、ネブラスカ州、アメリカ）。 ABET 2004、AEIによる認定
- オクラホマ大学（米国オクラホマ州ノーマン） ABET 1960による認定
- テキサス大学アーリントン校（アーリントン、テキサス、アメリカ）
- テキサス大学オースティン校（Austin、Texas、US）。 ABET 1938、AEIによる認定
- ワイオミング大学（ララミー、ワイオミング、米国）。 ABET 1986、AEIによる認定
- ウースター工科大学（米国、マサチューセッツ州ウスター）

#### ヨーロッパ
- ノーサンブリア大学 （英国）BEng（Hons）＆MEng Architectural Engineering、
- ウェストミンスター大学（英国）理学士（優等）建築工学
- ドンカスター大学 （英国）理学士（優等学）統合技術（建築サービス）、
- グラスゴーカレドニアン大学 （英国）建築サービス工学の理学士
- リーズメトロポリタン大学 （英国）理学士（優等）建築サービスエンジニアリング
- ロンドンサウスバンク大学 （英国）理学士（優等）建築サービス工学、
- ウェスト・オブ・イングランド大学 （英国）理学士（優等）建築サービス工学
- 英国ヘリオットワット大学建築工学科BEng（Hons）
- コベントリー大学 （英国）ビルディングサービスエンジニアリングBEng（Hons）
- ブルネル大学 （英国）BEng（Hons）建築サービスを備えた機械工学、
- ノッティンガム大学 （英国）建築環境工学BEng（Hons）
- セントラルランカシャー大学 （英国）BEng（Hons）建築サービスおよび持続可能な工学
- BEng（Hons）ビルサービスエンジニアリング、 リバプールジョンムーア大学 （英国）
- ダブリン工科大学 （アイルランド）BEng（Hons）ビルサービスエンジニアリング
- アルスター大学 （英国）BEng（優等）建築工学、
- Energie- undGebäudetechnik、FachhochschuleKöln（ドイツ）BSc（優等学位）
- ブダペスト工科大学経済工学部機械工学科（ハンガリー）
- ペーチ大学工学情報学部（ハンガリー）
- オスロメトロポリタン大学 （ノルウェー）建物のエネルギーと環境のBsc、
- ブカレスト工科大学建築サービス工学修士、 [3] （ルーマニア）
- FHZ、Hochschule Luzern（スイス）暖房 - 換気 - 空調 - 衛生工学または建築用電気工学を専門とする建築技術のBSc（Hons）

#### アジア
- 建築サービス工学のB.Tech、[（グルガオンハリヤナのAnsal大学）インド]
- 香港シティ大学 BEng（Hons）Building Services Engineering
- 香港技術高等教育機関　BEng（Hons）建築サービス工学、
- 香港工科大学 BEng（Hons）ビルディングサービスエンジニアリング
- BTEC In Building Services Technology、UNIVO TEC、University of Vocational Technology、（Rathmalana、スリランカ）
- Maulana Azad国立工科大学（インド、ボパール）Bアーキ
- ジャワハルラール・ネルー建築大学院 （ハイデラバード、インド）設備・サービス計画（建築）、建築学部、
- ハンバット国立大学BSc（優等学位）建築工学（韓国）
- モラトゥワ大学BSc（優等学位）施設管理（スリランカ）

#### オセアニア/オーストラリア
- エネルギー技術の学位 - オークランド工科大学建築サービス工学専攻（ニュージーランド）

### 修士

#### アジア
- 香港理工大学　建築サービス工学修士課程
- スリランカ　モラトゥワ大学　建築サービス工学修士課程

#### ヨーロッパ
- ケンブリッジ大学（英国）の構築環境における学際的デザインの修士号
- ブルネル大学（英国）の建築サービス工学の修士号
- ラフバラ大学（英国）の低エネルギー建築サービス工学の修士号
- グラスゴーカレドニアン大学（英国）の建築サービスエンジニアリングの修士号
- ヘリオット・ワット大学（英国）の建築サービス工学の修士号
- セントラルランカシャー大学（英国）の建築サービスの修士号
- ロンドンのUniversity College College　環境デザインと工学の修士号を取得 - バートレット環境エネルギー資源学部（イギリス）
- ブダペスト工科大学機械工学部修士（ハンガリー）
- マルタ大学建築サービス工学修士（マルタ）
- オスロメトロポリタン大学 （ノルウェー）のエネルギーと環境の修士号
- MBSE Professional Master for Building Services Engineering、University for professionals AVANS +（オランダ）

## 関連文献
書籍
- 『ビルメンテナンスのすべて』（八木祐四郎著、東洋経済新報社、1984年→ 新版1994年）

論文・記事
- CiNii>ビルメンテナンス

雑誌
- 月刊『ビルメンテナンス (月刊誌)』（全国ビルメンテナンス協会刊）
- 月刊『設備と管理』（オーム社刊）